# گئورگ مورگنستیرنه
گئورگ والنتین فون مونته آف مورگنستیرنه (به نروژی: Georg Valentin von Munthe af Morgenstierne) (زادهٔ ۱۸۹۲ - درگذشتهٔ ۱۹۷۸) زبان‌شناس نروژی و استاد دانشگاه اسلو بود. او متخصص زبان‌های هندوایرانی بود.

## زندگی‌نامه
مورگنستیرنه زادهٔ اسلوی نروژ بود و در همان شهر هم از دنیا رفت. او میان سال‌های ۱۹۲۳ تا ۱۹۷۱ در کشورهای ایران، افغانستان، هندوستان و پاکستان به پژوهش‌های زبانی پرداخت. در ۱۹۲۴ با معرفی‌نامه‌ای از پادشاه نروژ به کابل نزد پادشاه افغانستان رفت. مورگنستیرنه، به‌جز کار بر روی زبان‌ها، پژوهش‌های ارزشمندی دربارهٔ زبان‌های در مرز نابودی، رقص‌های مربوط به روزگار پیش از مسلمانی و فرهنگ بومی را با ضبط فیلم و صدا و گرفتن عکس گردآوری نمود که اکنون حاصل آن پژوهش‌ها در کتابخانه ملی نروژ در دست است.
وی براساس پژوهشی که انجام داده بر این باور است که زبان شیرازی باستان نیز وجود داشته است. او با استناد به واژه teš «شپش» در شیرازی قدیم و در گویش کهن کلیمیان شیراز چنین احتمال داده که زبان باستانی دیگری در شیراز رایج بوده است. 